# Mezinárodní letiště Pierra Elliotta Trudeau
Mezinárodní letiště Pierra Elliotta Trudeau  (anglicky Montréal - Pierre Elliott Trudeau International Airport, francouzsky Aéroport international Pierre - Elliott - Trudeau de Montréal nebo Montreal – Trudeau, IATA: YUL, ICAO: CYUL) je mezinárodní letiště v druhém největším městě Kanady a největší v provincii Québec. Letiště je hlavním leteckým uzlem montrealské aglomerace, která je domovem přibližně 4 milionové populace, což představuje přibližně 12 procent obyvatelstva Kanady. Nachází se na ostrově Montreal ve vzdálenosti 12 km od centra Montrealu. Letiště nese název po kanadském politikovi Pierru Trudeau. Využávají ho i cestující ze severního Vermontu a severního New Yorku.
S počtem cestujících 13 660 862 v roce 2010 je třetí nejfrekventovanější letiště Kanady. Je jedním z uzlů a hlavní sídlo společnosti Air Canada. Linka mezi Montrealem a Torontem je čtrnáctá nejfrekventovanější letecká linka světa.

## Historie

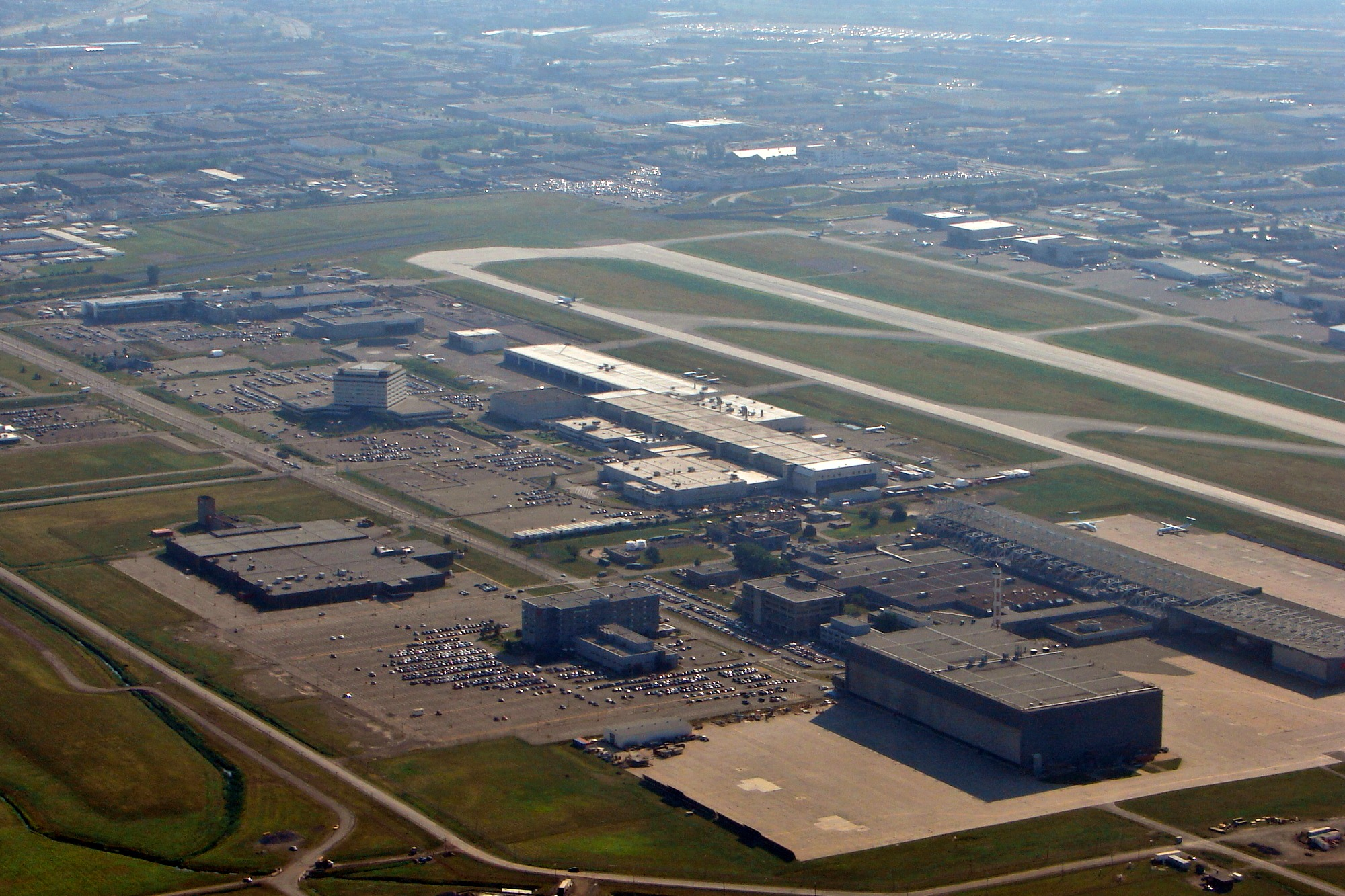
Pohled na budovy nákladních hangárů a údržby letadel

Ve čtyřicátých letech 20. století první letiště Montrealu, Saint Huberts Airport, již kapacitně nestačilo a Ministerstvo dopravy se rozhodlo zakoupit pozemky bývalého závodního okruhu, Dorval Race Track s cílem výstavby nového letiště. 1. září 1941 bylo letiště otevřeno pod názvem Mezinárodní letiště Montreal – Dorval a sloužilo i jako základna Royal Canadian Air Force. V prosinci 1960 byl otevřen nový terminál, v těch dobách jeden z největších terminálů světa. Kanadská vláda předpokládala, že 20 milionová kapacita letiště bude překročena v roce 1985 a na konci šedesátých let naplánovala výstavbu letiště nového, Montreal Mirabel Airport, které bylo otevřeno v roce 1975.
Letiště Mirabel přebralo část domácích a zahraničních letů letiště Dorval. Význam obou letišť ale v osmdesátých letech začal klesat, protože se letadla na transatlantických letech stala technicky dokonalejšími a už nepotřebovala dotankovat v Montrealu, jakož i z důvodu poklesu ekonomického významu města, což mělo za následek přesun části letů do torontského letiště. Plánovaná kapacita letiště se nenaplnila, část letů se vrátila na letiště Dorval a na letišti Mirabel v roce 2004 osobní letecká doprava skončila. V září 2007 bylo letiště přejmenováno na Mezinárodní letiště Pierra Elliotta Trudeau na počest Pierra Elliota Trudeau, významného kanadského státníka a dlouholetého ministerského předsedy Kanady.
Od roku 2007 je letiště schopno přijímat velkokapacitní Airbus A380.

## Terminál

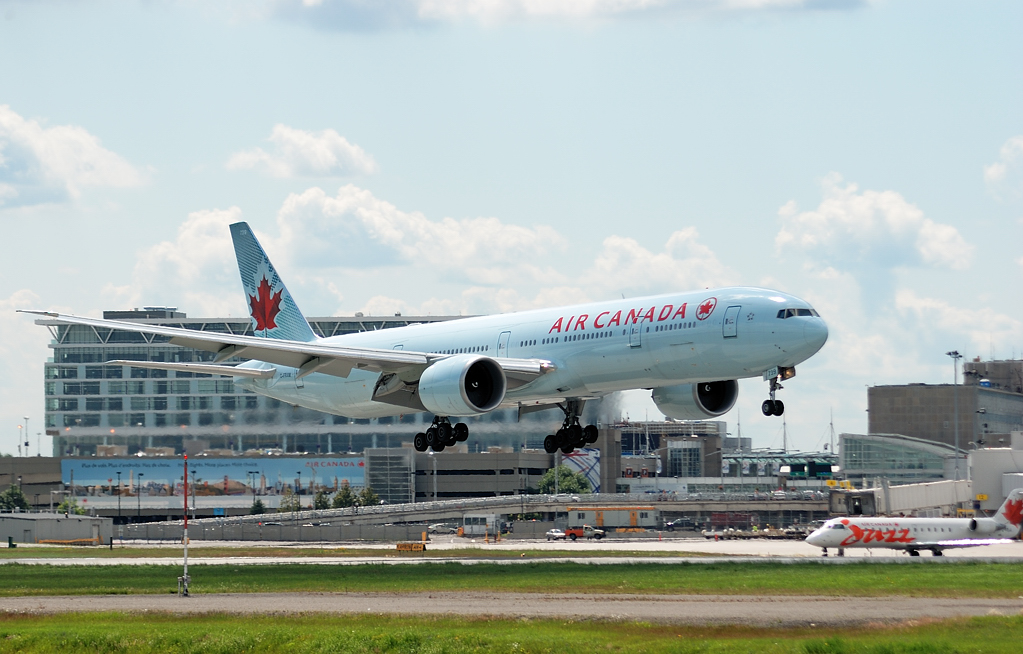
Boeing 777-300ER společnosti Air Canada přistává v Montrealu

Letiště má jeden terminál a v něm tři hlavní odbavovací haly. Hala A je určena pro domácí linky a má 26 východů, hala B pro mezinárodní linky, kromě USA má 13 východů a hala C pro linky do Spojených států má 18 východů (gates).

## Statistika
| Rok                | Počet cestujících | % změna |
| 2001               | 8 079 928         | ––––    |
| 2002               | 7 589 708         | ▼6.1%   |
| 2003               | 7 761 184         | ▲2.3%   |
| 2004               | 10 335 768        | ––––    |
| 2005               | 10 892 778        | ▲5.4%   |
| 2006               | 11 441 202        | ▲5.0%   |
| 2007               | 12 817 969        | ▲12.0%  |
| 2008               | 12 813 320        | 0.0%    |
| 2009               | 12 224 534        | ▼4.6%   |
| 2010               | 12 969 834        | ▲6.1%   |
| 2011               | 13 660 862        | ▲5.3%   |
| 2012 (leden-únor)  | 3 475 710         | ▲3.3%   |
| Celkem (2004–2011) | 97 156 267        |         |
| ------------------ | ----------------- | ------- |